# Hanøyni
Hanøyni est une île norvégienne du comté de Hordaland appartenant administrativement à Hauglandshella.

## Description
Elle s'étend sur environ 1,9 km de longueur pour une largeur approximative de 1,3 km. Elle est traversée par une route (la Fv219) joignant Askøy à Ramsøy et comprend quelques habitations qui font partie du village d'Hauglandshella.